# Capitales et tombes de l'ancien royaume de Koguryo
Cet article concerne les capitales et les tombes situées en Chine. Pour les tombes situées en Corée du Nord, voir Ensemble des tombes de Koguryo.
Les capitales et tombes de l’ancien royaume de Koguryo (ou Goguryeo) désignent plusieurs sites inscrits au patrimoine mondial de l'UNESCO, datant de l'époque du royaume de Koguryo et situés dans les provinces chinoises du Liaoning et de Jilin. Ces sites comprennent les vestiges archéologiques de 3 villes : Wunu, Guonei et Wandu et de 40 tombeaux, dont 14 tombeaux impériaux et 27 tombeaux de l'aristocratie.
Ces vestiges datent de la dynastie Koguryo, qui régna sur une partie de la Chine du Nord et sur la moitié nord de la péninsule coréenne entre 37 av. J.-C. et 668.
La cité de montagne de Wunu, fondée en 37 av. J.-C., fut la première capitale du royaume de Koguryo. La capitale fut transférée à Guonei trente ans plus tard, puis à Pyongyang, actuelle capitale de la Corée du Nord, en 427. La cité de Wandu fut construite en 209. Guonei et Wandu furent toutes deux pendant plusieurs siècles les centres économiques, politiques et culturels du royaume.
La plupart des tombeaux impériaux, au nombre de 14, sont en pierre, leur forme évoquant une sorte de pyramide à degrés. Ils abritent des chambres funéraires en pierre.
Les tombeaux de l’aristocratie, au nombre de 27, dont 26 surmontés d’un tertre, comportent une chambre funéraire en pierre et sont ornés de peintures murales.
Le site a été inscrit en 2004 sur la liste du patrimoine mondial de l'UNESCO.
On trouve d'autres tombes royales du royaume de Koguryo au sud de la Corée du Nord.